# 御嶽神社
御嶽神社（みたけじんじゃ）は、蔵王権現を祀る神社。金峰神社・金峯神社（きんぶじんじゃ、きんぷじんじゃ、きんぽうじんじゃ、みたけじんじゃ）ともいう。総本社は吉野金峰山寺の蔵王権現堂。
（ただし、下掲するように、一部に木曽御嶽山信仰（御嶽講・御嶽教）系統の「御嶽神社（おんたけじんじゃ)」もあるので、注意が必要。）

## 概要
修験道の神である蔵王権現を祀る神社は、明治時代の神仏分離のときに、御嶽神社、金峰神社（金峯神社)、蔵王神社などと改称された。
蔵王権現は、釈迦如来（過去世）、千手観音（現在世）、弥勒菩薩（未来世）が権化し出現したとされ、神道においては、「大己貴命」「少彦名命」「国常立尊」や、「安閑天皇（広国押建金日命）」「金山毘古命」と習合し、同一視されたために、それらの神々を祭神とするようになった。
なお、覚明行者、普寛行者が創始した木曽御嶽信仰に基づく神社は、上記と区別して「おんたけじんじゃ」と呼ばれる。起源は蔵王権現信仰であるが別の信仰として分化している。

## 主な御嶽神社
- 御嶽神社 (三郷市)
- 御嶽神社 (船橋市) - 千葉県船橋市。祭神は速須佐之男命。
- 御嶽神社 (足立区) - 東京都足立区本木。
- 御嶽神社 (板橋区) - 東京都板橋区。
- 御嶽神社 (池袋御嶽神社) - 東京都豊島区。祭神は倭建命、神武天皇、武甕槌命。
- 御嶽神社 (宮益御嶽神社) - 東京都渋谷区。祭神は日本武尊、秋葉の神、大国主命、菅原の神（武蔵御嶽神社の分社）。
- 御嶽神社 (金王八幡宮末社) - 東京都渋谷区。金王八幡宮境内にある末社。
- 武蔵御嶽神社 - 東京都青梅市。祭神は蔵王権現、櫛真智命、大己貴命、少彦名命、安閑天皇、日本武尊。
- 御嶽神社 (青梅市新町) - 東京都青梅市新町。祭神は広国押武金日命 (安閑天皇)、櫛真智命、日本武尊、木花咲耶姫命。
- 御嶽神社 (栗木御嶽神社) - 神奈川県川崎市。祭神は素盞嗚尊、日本武尊。
- 御嶽神社 (相模原市緑区) - 神奈川県相模原市緑区。
- 御嶽神社 (相模原市中央区) - 神奈川県相模原市中央区。
- 御嶽神社 (相模原市南区) - 神奈川県相模原市南区。
- 御嶽神社 (南足柄市) - 神奈川県南足柄市。祭神は日本武命。
- 御嶽神社 (佐久市) - 長野県佐久市岩村田相生町。主祭神は大己貴命。
- 御嶽神社 (鳴門市) - 徳島県鳴門市大麻町大谷。
- 御嶽神社 (宗像市) - 福岡県県宗像市。祭神は天照大神、瑞津姫命。宗像大社中津宮の摂社で奥院とされる。

## 主な金峰神社
- 金峰神社 (にかほ市) - 秋田県にかほ市。
- 金峰神社 (美濃市) - 岐阜県美濃市。
- 金峰神社 (京丹後市) - 京都府京丹後市。
- 金峰神社 (南さつま市) - 鹿児島県南さつま市。

## 主な金峯神社
- 金峯神社 (鶴岡市) - 山形県鶴岡市。
- 金峯神社 (長岡市) - 新潟県長岡市。
- 金峯神社 (吉野町) - 奈良県吉野町。この神社は蔵王権現ではない。
- 金峯山 (鳥取県)#金峯神社 - 鳥取県岩美町。

## 他の蔵王権現を祭る神社
- 刈田嶺神社 (刈田岳) - 蔵王連峰の名称の由来となった、刈田岳山頂にある修験道由来の神社。明治初期より現称。
- 刈田嶺神社 (蔵王町遠刈田温泉) - 刈田岳山頂の刈田嶺神社が冬季に閉ざされるために、山麓に設置。明治初期より現称。
- 蔵王山神社 - 戦後に熊野神社から改称。
- 金櫻神社

## 木曽御嶽山信仰の神社
木曽御嶽山信仰（御嶽講）由来の神社。
伝統系（江戸時代）
- 木曽御嶽神社（きそおんたけじんじゃ）
  - 木曽御嶽神社黒沢口
  - 木曽御嶽神社王滝口
- 御嶽神社 (練馬区下石神井)
- 御嶽神社 (大田区北嶺町)

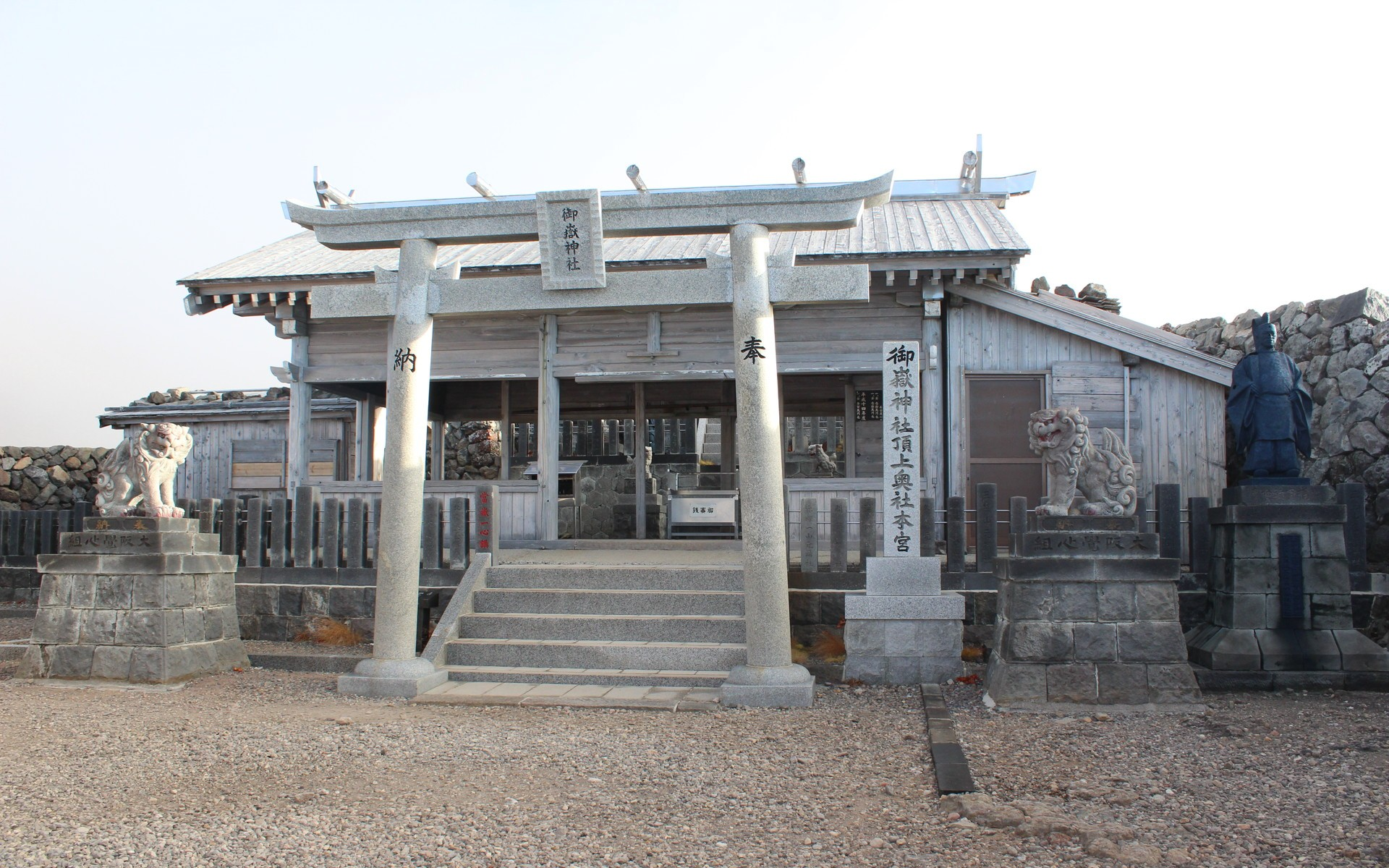
御嶽山王滝頂上の御嶽神社頂上奥宮本社（長野県木曽郡王滝村）

- 御嶽神社 (さいたま市桜区) - 埼玉県さいたま市桜区田島。祭神は大己貴命、国常立尊、少彦名命、猿田彦大神、天鈿女命。
- 御嶽社 (さいたま市中央区) - 埼玉県さいたま市中央区本町西。祭神は国常立尊、大山祇命。

新興・単立系（明治以降）
- 御嶽教（おんたけきょう）
  - 大和本宮
  - 木曽本宮
- 御嶽神社 (桜川市) - 茨城県桜川市青柳。祭神は御嶽大神。
- 御嶽神社 (久喜市本町) - 埼玉県久喜市。祭神は大己貴命、国常立尊、少彦名命。
- 御嶽神社 (久喜市南) - 埼玉県久喜市。祭神は大己貴命、大国主命、国常立尊、少彦名命。
- 秩父御嶽神社 - 埼玉県飯能市。
- 御嶽神社 (千葉市) - 千葉市花見川区。祭神は御嶽大神。
- 横浜御嶽神社 - 神奈川県横浜市栄区。
- 札幌御嶽神社 - 札幌市西区小別沢[1]。祭神は国常立尊、大巳貴大神、少彦名大神。
- 玉野御嶽神社 - 愛知県春日井市。祭神は天之御中主神、高御産巣日神、神産巣日神、国之常立神、大己貴命、少彦名命。
- 御嶽神社茅萱宮 - 岐阜県岐阜市。

折衷系
- 宝生教(寶生教)（八津御嶽神社） - 山梨県南部町。
  - 八津御嶽神社（東京分社） - 東京都中野区。